# Championnat de Macao de football 2022
Navigation
Saison précédente Saison suivante
La saison 2022 du Championnat de Macao de football est la soixante-treizième édition du Campeonato da Primeira Divisão, le championnat de première division à Macao. Les dix meilleures équipes macanaises sont regroupées au sein d’une poule unique où elles s'affrontent deux fois au cours de la saison. En fin de championnat, les deux derniers du classement sont relégués et remplacés par les deux meilleures équipes de deuxième division.
En raison de la pandémie de Covid-19, le club de la police reporte ces trois premiers match, puis déclarera forfait pour la saison.

## Les clubs participants
- PSP Macao
- CFB Macao - promu
- Sporting Clube de Macau
- Clube Desportivo Monte Carlo
- Casa do Sport Lisboa e Benfica
- Casa de Portugal FC
- Tak Chun Ka I
- Chao Pak Kei
- Cheng Fung
- Lun Lok FC

## Compétition
Le barème utilisé pour établir le classement est le suivant :
- Victoire : 3 points
- Match nul : 1 point
- Défaite : 0 point

### Classement
| Rang | Équipe                    | Pts | J  | G  | N | P  | Bp | Bc | Diff |
| ---- | ------------------------- | --- | -- | -- | - | -- | -- | -- | ---- |
| 1    | Chao Pak Kei T C          | 48  | 16 | 16 | 0 | 0  | 95 | 4  | +91  |
| 2    | Monte Carlo               | 39  | 16 | 13 | 0 | 3  | 83 | 15 | +68  |
| 3    | SL Benfica                | 35  | 16 | 11 | 2 | 3  | 54 | 13 | +41  |
| 4    | Cheng Fung                | 25  | 16 | 8  | 1 | 7  | 40 | 25 | +15  |
| 5    | Tak Chun Ka I             | 18  | 16 | 5  | 3 | 8  | 25 | 48 | -23  |
| 6    | Lun Lok FC                | 18  | 16 | 5  | 3 | 8  | 19 | 45 | -26  |
| 7    | CFB Macao P               | 14  | 16 | 3  | 5 | 8  | 13 | 63 | -50  |
| 8    | Sporting Macau            | 8   | 16 | 1  | 5 | 10 | 9  | 45 | -36  |
| 9    | Casa de Portugal FC       | 13  | 16 | 0  | 1 | 15 | 6  | 85 | -79  |
| 10   | Polícia Segurança Pública | 0   | 0  | 0  | 0 | 0  | 0  | 0  | 0    |

|  | T : Tenant du titre P : Promu de Segunda Divisão |

- Comme Chao Pak Kei remporte également la Coupe de Macao, le vice-champion est qualifié pour la Coupe de l'AFC.

## Bilan de la saison
| Championnat de Macao de football 2022 |                           |
| Champion                              | Chao Pak Kei (3e titre)   |
| Coupes et trophées                    |                           |
| Vainqueur de la Coupe de Macao 2022   | Chao Pak Kei              |
| Qualifications continentales          |                           |
| Coupe de l'AFC 2023-2024              | Chao Pak Kei              |
| Coupe de l'AFC 2023-2024              | Monte Carlo               |
| Promotions et relégations             |                           |
| Promus en Primeira Divisão            |                           |
| Relégués en Segunda Divisão           | Casa de Portugal FC       |
| Relégués en Segunda Divisão           | Polícia Segurança Pública |